# Apuí
Apuí, amtlich Município de Apuí, ist eine brasilianische Gemeinde im Südosten des Bundesstaats Amazonas mit 2024 geschätzten 21.735 Einwohnern.

## Lage und Verkehrsanbindung
Die Gemeinde liegt im äußersten Südosten des Bundesstaates und grenzt an die Bundesstaaten Pará und Mato Grosso. Sie liegt am rechten Ufer des Rio Juma, einem der Quellflüsse des Rio Aripuanã. Durch das Gebiet der Gemeinde und den Hauptort führt die BR-230, bekannter als Transamazônica. Im Hauptort Apuí zweigt die AM-174 ab, die Richtung Norden nach Novo Aripuanã führt.

## Klima
Die Stadt hat tropisches Regenwaldklima, Af nach der Klimaklassifikation nach Köppen und Geiger. Die Durchschnittstemperatur ist 25,7 °C. Die Niederschlagsmenge liegt im Schnitt bei 2617 mm im Jahr.

## Geschichte
Bis 1955 gehörte das heutige Apuí zu Borba. 1950 wird der Distrikt Foz do Aripuanã, gegründet und 1955 als Novo Aripuanã aus den Munizipien Borba und Manicoré ausgegliedert. In dieser Zeit hatten sich zahlreiche Kolonisten aus dem Süden Brasiliens in der Region angesiedelt. Im Jahr 1983 wird Apuí zunächst als Distrikt aus den Munizipien Novo Aripuanã und Borba ausgegliedert und 1987 selbst zum Munizip erhoben.

## Bevölkerung
Nach der Zählung von 2010 lebten auf dem Gebiet der Gemeinde 18.007 Menschen, 10.595 davon im urbanen Bereich, 7412 im ländlichen Bereich. 9308 definierten sich als Farbige, 6735 als Weiße, 1533 als Schwarze,  360 als Asiaten und 71 als Indigene. 5532 Menschen waren unter 14 Jahre alt, 3563 zwischen 15 und 25. Dabei liegt die Zahl für die Altersgruppe zwischen 0 und 4 Jahren niedriger als für die Altersgruppe von 20 bis 24 Jahre.

## Wirtschaft
Im Jahr 2019 betrug das BIP 10.337 Real pro Kopf. 1250 Personen oder 5,6 % der Bevölkerung waren als beschäftigt gemeldet. Landwirtschaft ist der größte Wirtschaftszweig mit einem Anteil von 58 Millionen Real, gefolgt von Dienstleistungen mit 44,5 Millionen Real und Industrie mit 19,8 Millionen Real. Der größte Einzelposten sind staatliche Leistungen wie Verwaltung, Bildung und öffentliche Gesundheit mit 96 Millionen Real.